# Wayne Henderson
Wayne Henderson (ur. 16 września 1983 w Dublinie) – irlandzki piłkarz występujący na pozycji bramkarza.

## Kariera klubowa
Henderson seniorską karierę rozpoczynał w 2002 roku w angielskiej Aston Villi z Premier League. Przez 4 lata w jej barwach nie rozegrał jednak żadnego spotkania. Był za to wypożyczany do zespołów Tamworth (Conference), Wycombe Wanderers (Division Two), Notts County (League Two) oraz Brighton & Hove Albion (Championship). W barwach tego ostatniego zadebiutował 6 sierpnia 2005 roku w zremisowanym 1:1 pojedynku z Derby County. W grudniu 2006 roku wrócił do Aston Villi.
W styczniu 2006 roku podpisał kontrakt z Brighton & Hove Albion. W tym samym roku spadł z nim do League One. W styczniu 2007 roku przeszedł do Prestonu North End z Championship. Pierwszy ligowy mecz zaliczył tam 14 kwietnia 2007 roku przeciwko Coventry City (4:0). W 2009 roku, od stycznia do lutego, przebywał na wypożyczeniu w Grimsby Town z League Two. Potem wrócił do Prestonu. Przez 4 lata rozegrał dla niego 9 spotkań, a w marcu 2011 roku odszedł z klubu.

## Kariera reprezentacyjna
W reprezentacji Irlandii Henderson zadebiutował 1 marca 2006 roku w wygranym 3:0 towarzyskim meczu ze Szwecją.